# Otto Gmelin
Otto Franz Gmelin (* 17. September 1886 in Karlsruhe; † 22. November 1940 in Köln) war ein deutscher Schriftsteller und Mitglied im Bamberger Dichterkreis. 

## Leben
Gmelin entstammte einer badischen Gelehrtenfamilie. Sein Bruder war der Schauspieler, Theaterleiter und Regisseur Helmuth Gmelin, seine Nichte war Gerda Gmelin, die beruflich in die Fußstapfen ihres Vaters Helmuth trat.
Er legte 1906 in Karlsruhe seine Reifeprüfung ab und begann ein Studium der Mathematik und Philosophie und Naturwissenschaft in Karlsruhe und Heidelberg. Nach Beendigung der Lehramtskandidatszeit in den Jahren 1911/12 ging er bis 1914 nach Mexiko, wo er als Erzieher bei einer deutschen Familie wirkte. Er stand aufgrund seiner Lehrertätigkeit in badischen Staatsdiensten, aus denen er auf eigenen Antrag 1914 entlassen wurde.
Zu Beginn des Ersten Weltkriegs meldete er sich freiwillig zum Kriegsdienst, wurde jedoch schon bald aus gesundheitlichen Gründen aus der Armee entlassen.
1917 promovierte er in Heidelberg mit einer mathematischen Arbeit zum Doktor der Philosophie. Im Jahr seiner Promotion wurde er Studienrat am Realgymnasium in Solingen-Wald. Ab 1936 lebte er als freier Schriftsteller in Bensberg bei Köln.
Otto Gmelin verfasste vorwiegend historische Romane und Erzählungen über Themen aus den vom Autor mythisch verklärten Epochen der Völkerwanderung und des Mittelalters. Dank seiner antidemokratischen und völkischen Einstellung erfuhr Gmelin, ohne selbst Nationalsozialist zu sein, im NS-Staat die Förderung staatlicher Stellen. Während seiner letzten Lebensjahre ging er allerdings auf gewisse Distanz zu dieser Vereinnahmung und beschränkte sein literarisches Wirken auf die Veröffentlichung von Erinnerungs- und Reisebüchern.
Nach Kriegsende wurde Gmelins Prohn kämpft für sein Volk (1938) in der Sowjetischen Besatzungszone auf die Liste der auszusondernden Literatur gesetzt.
Gmelin starb 1940 im Alter von 54 Jahren an infektiösem Gelenkrheumatismus in einem Köln-Kalker Krankenhaus. Er war seit 1918 verheiratet mit Klara Ella geborene Stegmann. Seine Grabstätte auf dem Karlsruher Hauptfriedhof existiert nicht mehr.

## Werke
- Über vollkommene und befreundete Zahlen, Halle (Saale) 1917
- Der Homunkulus, Stuttgart [u. a.] 1923
- Temudschin,  der Herr der Erde, Jena 1925
- Landschaft und Seele, in Die Tat, 17. Jg., H. 1, April 1925[4]
- Das Angesicht des Kaisers, Jena 1927
- Naturgeschichte des Bürgers, Jena 1929
- Das neue Reich, Jena 1930
- Das Mädchen von Zacatlan, Jena 1931
- Mahnruf an die Kirche, Berlin 1932
- Dschingis Khan der Herr der Erde, Roman eines Eroberers, Jena
- Sommer mit Cordelia, Jena 1932
- Frühling in Deutschland, Oldenburg 1933
- Konradin reitet, Leipzig 1933
- Prohn kämpft für sein Volk, Jena 1933
- Die Botschaft der Kaiserin, Gütersloh 1934
- Germanenzug, Jena 1934
- Die Gralsburg, Leipzig 1935
- Jugend stürmt Kremzin, Jena 1935
- Die Krone im Süden, Jena 1936
- Die junge Königin, Jena: Eugen Diederichs 1936, 64 S.
- Der Ruf zum Reich, München 1936
- Das Haus der Träume, Jena 1937
- Das Reich im Süden, Jena 1937
- Die Fahrt nach Montsalvatsch, Jena 1939
- Über das Wesen der Dichtung, Mainz 1939
- Granada - Jajce - Dublin, Köln 1940
- Italienfahrten, Jena 1940
- Wela Holt, Jena 1940
- Gespräche am Abend, Jena 1941
- Das grüne Glas, Köln 1942

## Herausgeberschaft
- Johann Georg Gmelin, München 1911
- Chor der Freunde, Köln 1939